# مستقبل الإنترلوكين-4
مستقبل الإنترلوكين-2 (بالإنجليزية: Interleukin-4 receptor)‏ هو بروتين يُشفر في الإنسان بواسطة جين IL4R.